# Johann Schröder
Johann Schröder (1600, Salzuflen, Alemanya - 1664, Frankfurt del Main, Alemanya) va ser un metge i farmacòleg alemany. Va escriure l'obra "Tresor de remeis", la farmacopea més important del Segle xvii a Alemanya.

## Primers anys i formació
Johann Schröder va néixer el 1600 en Salzuflen. Després d'assistir a l'escola primària local, el 1618 va anar a Helmstedt, on va rebre la seva primera formació en el Pädagogikum. L'estiu de 1620 es va matricular a la Universitat local. El juliol de 1622, es va traslladar a Rostock per continuar els seus estudis de medicina. Quatre anys més tard, Schroeder va assistir a la Universitat de Copenhaguen. Després de completar els seus estudis, es va convertir en tutor al servei del mariscal de camp suec Gustaf Graf Horn. Al desembre de 1630, Schröder va continuar els seus estudis de medicina a l'holandesa Universitat de Leiden. Des d'allí es va traslladar a Cauen, al nord de França, on va rebre el seu doctorat al setembre de 1632 amb l'obra De Dolore Colico.

## Cirurgià de l'Exèrcit en la Guerra dels Trenta Anys
En els anys següents es va presentar com a metge de camp al servei del suec Horn, qui després de la mort del rei Gustavo II Adolfo el 1632 va estar al comandament de l'exèrcit suec a Alemanya. En la batalla de Nördlingen, el 6 de Setembre 1634, els suecs van perdre i el general Horn va ser empresonat. En perdre la seu treball, Schröder va buscar un treball civil i es va assentar com a metge a Marburg, on la pesta causava estralls.

## Mèdic a Frankfurt
El 1635, Schröder es va traslladar a Frankfurt del Meno, on va ser admès en el Medicum collegium. Va adquirir la ciutadania i es va casar amb una dama de la prestigiosa família Frankfurter. El 1641, Schröder va publicar la seva obra principal, la Pharmacopoeia medico-chymica sive thesaurus pharmacologicus (abreujat, "Tresor de remeis").
A Francfort, Schröder va pertànyer els últims anys a l'ofici de metge jeràrquicament graduat de la ciutat, obtenint els títols de: ordinarius medicus secundus (1643), primus (1648) i finalment Primarius medicus el 1658 així com president del Collegium sanitatis de Frankfurt. En aquest càrrec, Schröder va haver de supervisar, entre altres coses, els hospitals de la ciutat i va intervindre com a metge expert en els judicis penals. També tenia al seu càrrec la supervisió de les farmàcies de la ciutat. Durant la seva estada a Frankfurt hi va haver moments en què Schröder regentava fins cinc farmàcies.
Johann Schröder va morir el 1664 a Frankfurt.

## Metge del Landgraviat de Hesse
Durant el seu servei a la ciutat de Frankfurt, Schroeder estava en estret contacte amb la casa reial (Landgraviat de Hesse-Darmstadt). Després d'haver estat nomenat el 1637 metge personal del Duc Johann, la comissió el va nomenar metge de la cort de Darmstadt. També va ser metge del Landgrave Felip III de Hesse-Butzbach.

## Tresor de Remeis
El 1641, Schröder va escriure a Ulm, la seva obra mestra, Tresor de remeis, que va tenir un èxit tremend. Entre 1641 i 1746 se'n van publicar 14 edicions en llatí, a part de les traduccions a l'anglès, al francès i a l'alemany. La primera traducció alemanya va ser publicada a Nuremberg el 1684, seguida per altres sis fins a 1746-1748. Schröder va ser en el seu temps un fidel seguidor del metge i alquimista Paracels, tot i que, en alguns dels remeis segueix a Arnau de Vilanova.
A part d'una introducció teòrica, conté seccions d'un gran valor pràctic per a metges, farmacèutics i cirurgians. Schröder va recollir els coneixements mèdics del seu temps de molt diverses fonts, i les va estructurar amb claredat. Aquest treball conté tot el saber farmacèutic popular i abastava tots els àmbits de la tècnica de farmàcia.
Posteriorment, el metge Friedrich Hoffmann, de Halle, va escriure un comentari el 1675 que corregia alguns punts de vista "obsolets" del llibre. El comentari va ser incorporat a l'edició alemanya i va fer que l'obra es mantingués actualitzada, sent durant els 100 anys d'ús, una obra de referència de la medicina alemanya.

## Obres
- Iohannis Schröderi pharmacopoeia medico-chymica sive thesaurus pharmacologicus. - De novo ab authore diligenter recognita. - Lugduni : Rigaud, 1649. Digitalitzat a partir d'original a la Universitat i la Biblioteca de l'Estat de Dusseldorf